# Brad Gilbert
Pour les articles homonymes, voir Gilbert.
Brad Gilbert, né le 9 août 1961 à Oakland, est un joueur de tennis professionnel américain devenu entraîneur.

## Biographie

### Carrière sportive
Il a remporté 20 tournois durant sa carrière sportive, son titre le plus prestigieux étant le Masters Series de Cincinnati en 1989. Il  a atteint d'autres finales, perdues, dont deux à l'Open de Paris, en 1987 et 1988. Il a également remporté la médaille de bronze en simple aux Jeux olympiques de Séoul en 1988.

### Entraîneur
Brad Gilbert a été l'entraîneur d'Andre Agassi, d'Andy Roddick, de Mary Pierce, de Tatiana Golovin, puis d'août 2006 à novembre 2007, d'Andy Murray. À partir de novembre 2007, et pendant 20 semaines, il entraîne Alex Bogdanovic pour la fédération britannique, la Lawn Tennis Association.
En décembre 2010, il confirme son retour pour entraîner le jeune Japonais Kei Nishikori, pour 15 tournois. Après l'arrêt de leur collaboration en fin de saison 2011, Gilbert est pris à l'essai comme entraîneur par Sam Querrey mais leur association ne dure que quelques mois. Plus tard , il devient l'entraîneur de Coco Gauff jusqu'en septembre 2024.

## Auteur et commentateur
En 1994, aux côtés de Steve Jamison, il écrit Winning Ugly (littéralement "Gagner laidement"). Ce livre explique comment remporter un match de tennis avec le mental sans forcément avoir le jeu pour battre son adversaire.
Son second livre est publié en 2005 : I've Got Your Back, coécrit avec James Kaplan.
Très respecté dans le monde du tennis pour ses analyses, Brad Gilbert travaille actuellement comme consultant pour la chaîne ESPN. En outre, il livre régulièrement des analyses pour la presse écrite, notamment pour le Daily Mail.

## Vie personnelle
Gilbert est de religion juive. Il est marié et a trois enfants, il vit à San Rafael (Californie). Le célèbre Michael Jonhson et Andy Murray sont très proches de Brad, ils se testent même au sprint !

## Parcours dans les tournois duGrand Chelem

### En simple
| Année | Open d'Australie | Open d'Australie | Internationaux de France | Internationaux de France | Wimbledon       | Wimbledon     | US Open         | US Open     | Open d'Australie | Open d'Australie |
| ----- | ---------------- | ---------------- | ------------------------ | ------------------------ | --------------- | ------------- | --------------- | ----------- | ---------------- | ---------------- |
| 1982  | n.o.             | n.o.             | —                        | —                        | —               | —             | 2e tour (1/32)  | E. Korita   | —                | —                |
| 1983  | n.o.             | n.o.             | 1er tour (1/64)          | J. Fitzgerald            | 3e tour (1/16)  | J. McEnroe    | 1er tour (1/64) | K. Warwick  | 1er tour (1/64)  | P. Dupré         |
| 1984  | n.o.             | n.o.             | 2e tour (1/32)           | H. Gildemeister          | 3e tour (1/16)  | V. Gerulaitis | 2e tour (1/32)  | P. Cash     | 1/8 de finale    | S. Davis         |
| 1985  | n.o.             | n.o.             | 1er tour (1/64)          | H. Gildemeister          | 1er tour (1/64) | Y. Noah       | 3e tour (1/16)  | S. Edberg   | 3e tour (1/16)   | C. Steyn         |
| 1986  | n.o.             | n.o.             | —                        | —                        | 1/8 de finale   | M. Mečíř      | 1/8 de finale   | I. Lendl    | n.o.             | n.o.             |
| 1987  | 3e tour (1/16)   | D. Rostagno      | 2e tour (1/32)           | J. Arrese                | 3e tour (1/16)  | A. Volkov     | 1/4 de finale   | J. Connors  | n.o.             | n.o.             |
| 1988  | —                | —                | —                        | —                        | —               | —             | 2e tour (1/32)  | J. Yzaga    | n.o.             | n.o.             |
| 1989  | —                | —                | —                        | —                        | 1er tour (1/64) | J. Fitzgerald | 1er tour (1/64) | T. Witsken  | n.o.             | n.o.             |
| 1990  | —                | —                | —                        | —                        | 1/4 de finale   | Bo. Becker    | 3e tour (1/16)  | A. Mansdorf | n.o.             | n.o.             |
| 1991  | 3e tour (1/16)   | M. Wilander      | 1er tour (1/64)          | C. Pioline               | 3e tour (1/16)  | C. Bergström  | 1er tour (1/64) | G. Prpić    | n.o.             | n.o.             |
| 1992  | 1er tour (1/64)  | L.-A. Wahlgren   | 1er tour (1/64)          | C. Pioline               | 3e tour (1/16)  | W. Masur      | 1/8 de finale   | A. Volkov   | n.o.             | n.o.             |
| 1993  | —                | —                | 3e tour (1/16)           | T. Muster                | 2e tour (1/32)  | P. Korda      | 1/8 de finale   | T. Muster   | n.o.             | n.o.             |
| 1994  | —                | —                | 2e tour (1/32)           | A. Gaudenzi              | 2e tour (1/32)  | J. Frana      | —               | —           | n.o.             | n.o.             |
| 1995  | 1er tour (1/64)  | K. Alami         | —                        | —                        | —               | —             | —               | —           | n.o.             | n.o.             |

N.B. : à droite du résultat se trouve le nom de l'ultime adversaire.

### En double
| Année | Open d'Australie        | Open d'Australie    | Internationaux de France      | Internationaux de France | Wimbledon                  | Wimbledon            | US Open                       | US Open                     | Open d'Australie          | Open d'Australie       |
| ----- | ----------------------- | ------------------- | ----------------------------- | ------------------------ | -------------------------- | -------------------- | ----------------------------- | --------------------------- | ------------------------- | ---------------------- |
| 1984  | n.o.                    | n.o.                | 1er tour (1/32) M. Mitchell   | H. Günthardt B. Taróczy  | —                          | —                    | —                             | —                           | 1er tour (1/32) C. Hooper | M. Kratzmann S. Youl   |
| 1985  | n.o.                    | n.o.                | 1er tour (1/32) V. Van Patten | P. McNamara P. McNamee   | 1er tour (1/32) T. Delatte | J. Bates J. Feaver   | 1er tour (1/32) V. Van Patten | K. Curren J. Kriek          | 1er tour (1/32) D. Graham | F. González B. Teacher |
| 1986  | n.o.                    | n.o.                | —                             | —                        | 2e tour (1/16) B. Teacher  | M. Davis B. Drewett  | 1er tour (1/32) J. Arias      | P. Annacone C. van Rensburg | n.o.                      | n.o.                   |
| 1987  | 2e tour (1/16) S. Davis | M. Mečíř M. Šrejber | 2e tour (1/16) V. Van Patten  | M. Schapers M. Šrejber   | 1er tour (1/32) E. Korita  | K. Flach R. Seguso   | 1er tour (1/32) J. Hlasek     | G. Layendecker G. Michibata | n.o.                      | n.o.                   |
| 1988  | —                       | —                   | —                             | —                        | —                          | —                    | 2e tour (1/16) J. Arias       | K. Flach R. Seguso          | n.o.                      | n.o.                   |
| 1989  | —                       | —                   | —                             | —                        | 1er tour (1/32) G. Muller  | S. Davis T. Wilkison | —                             | —                           | n.o.                      | n.o.                   |
| 1990  | —                       | —                   | —                             | —                        | —                          | —                    | —                             | —                           | n.o.                      | n.o.                   |
| 1991  | —                       | —                   | —                             | —                        | —                          | —                    | —                             | —                           | n.o.                      | n.o.                   |
| 1992  | —                       | —                   | —                             | —                        | 1er tour (1/32) S. Casal   | S. Davis D. Pate     | 1er tour (1/32) V. Spadea     | P. Galbraith D. Visser      | n.o.                      | n.o.                   |

N.B. : le nom du ou de la partenaire se trouve sous le résultat ; le nom des ultimes adversaires se trouve à droite.

## Parcours dans lesMasters 1000
| Année | Indian Wells             | Miami                  | Monte-Carlo | Hambourg | Rome                     | Canada                  | Cincinnati               | Stockholm puis Essen    | Paris                    |
| ----- | ------------------------ | ---------------------- | ----------- | -------- | ------------------------ | ----------------------- | ------------------------ | ----------------------- | ------------------------ |
| 1990  | 1/8 de finale E. Sánchez | 3e tour J. Sánchez     | —           | —        | 1/8 de finale A. Mancini | 2e tour T. Witsken      | Finale S. Edberg         | 1/4 de finale S. Edberg | 1/8 de finale M. Stich   |
| 1991  | —                        | 2e tour J. Siemerink   | —           | —        | 1er tour M. Woodforde    | 1/8 de finale J. Grabb  | 1/4 de finale J. Courier | 1/8 de finale S. Edberg | 2e tour A. Volkov        |
| 1992  | 1er tour R. Reneberg     | 2e tour J. Yzaga       | —           | —        | —                        | —                       | 1/8 de finale M. Chang   | 1er tour J. Svensson    | 1/8 de finale Bo. Becker |
| 1993  | 1/8 de finale M. Rosset  | —                      | —           | —        | —                        | 1er tour J. Stoltenberg | 1/4 de finale S. Edberg  | 1er tour J. Hlasek      | 1er tour M. Rosset       |
| 1994  | 1er tour M.-K. Goellner  | 3e tour P. Korda       | —           | —        | —                        | —                       | 2e tour A. O'Brien       | —                       | —                        |
| 1995  | —                        | 1er tour T. Woodbridge | —           | —        | —                        | —                       | —                        | —                       | —                        |

N.B. : sous le résultat se trouve le nom de l’ultime adversaire.